# Wiewiórolotka
Wiewiórolotka (Anomalurus) – rodzaj ssaków z podrodziny wiewiórolotek (Anomalurinae) w obrębie rodziny wiewiórolotkowatych (Anomaluridae).

## Rozmieszczenie geograficzne
Rodzaj obejmuje gatunki występujące w zachodniej i środkowej Afryce.

## Morfologia
Długość ciała (bez ogona) 190–460 mm, długość ogona 120–450 mm; masa ciała 170–1800 g.

## Systematyka
Rodzaj zdefiniował w 1842 roku angielski przyrodnik George Robert Waterhouse w artykule poświęconym opisom nowych gatunków czworonogów zebrane przez Louisa Frasera na Bioko, opublikowanym w czasopiśmie Proceedings of the Zoological Society of London. Gatunkiem typowym jest (oznaczenie monotypowe) wiewiórolotka samotna (A. derbianus).

### Etymologia
- Anomalurus: gr. ανωμαλος anōmalos ‘dziwny, nierówny’, od negatywnego przedrsotka αν- an-; ομαλος omalos ‘równy’; ουρα oura ‘ogon’[9].
- Aroaethrus: gr. αροω aroō ‘orać’; αιθηρ aithēr ‘czyste niebo’[10].
- Anomalurodon: rodzaj Anomalurus Waterhouse, 1843; οδους odous, οδοντος odontos ‘ząb’[11]. Gatunek typowy (oryginalne oznaczenie): Anomalurus auzembergeri[b] Matschie, 1914.
- Anomalurops: rodzaj Anomalurus Waterhouse, 1843; ωψ ōps, ωπος ōpos ‘wygląd, oblicze’[12]. Gatunek typowy (oryginalne oznaczenie): Anomalurus beecrofti L. Fraser, 1852.
- Anomalurella: rodzaj Anomalurus Waterhouse, 1843; łac. przyrostek zdrabniający -ella[13]. Gatunek typowy (oryginalne oznaczenie): Anomalurus pusillus O. Thomas, 1887.

### Podział systematyczny
Do rodzaju należą następujące występujące współcześnie gatunki:
| Grafika | Gatunek              | Autor i rok opisu            | Nazwa zwyczajowa         | Podgatunki         | Rozmieszczenie geograficzne | Podstawowe wymiary                       | Status IUCN |
| ------- | -------------------- | ---------------------------- | ------------------------ | ------------------ | --- | ---------------------------------------- | ----------- |
|         | Anomalurus beecrofti | L. Fraser, 1853              | wiewiórolotka srebrzysta | gatunek monotypowy | od Senegalu na wschód do wschodniej Demokratycznej Republiki Konga oraz wyspy Bioko; obserwowany w północno-zachodniej Angoli, północno-zachodniej Zambii i zachodniej Ugandzie                                                       | DC: 25–31 cm DO: 16–26 cm MC: 640–660 g  | LC          |
|         | Anomalurus pelii     | (Schlegel & S. Müller, 1845) | wiewiórolotka deszczowa  | 3 podgatunki       | lasy pierwotne w Afryce Zachodniej: wschodnia Liberia, południowe Wybrzeże Kości Słoniowej i południowa Ghana (na zachód od rzeki Wolta)                                                                                              | DC: 40–46 cm DO: 32–45 cm MC: 1,3–1,8 kg | LC          |
|         | Anomalurus pusillus  | O. Thomas, 1887              | wiewiórolotka karłowata  | gatunek monotypowy | nieciągle w Liberii, Kamerunie, Gwinei Równikowej, północno-zachodnim Gabonie, zachodnim Kongo, południowo-zachodniej Republice Środkowoafrykańskiej i północnej Demokratycznej Republice Konga; prawdopodobnie w zachodniej Ugandzie | DC: 19–26 cm DO: 12–20 cm MC: 170–300 g  | LC          |
|         | Anomalurus derbianus | (J.E. Gray, 1842)            | wiewiórolotka samotna    | gatunek monotypowy | od Sierra Leone na wschód do Ugandy i południowo-zachodniej Kenii, na południe do północnej Angoli, Zambii, północnego Malawi, północnego Mozambiku i Tanzanii                                                                        | DC: 26–40 cm DO: 22–33 cm MC: 450–1100 g | LC          |

Kategorie IUCN:  LC  – gatunek najmniejszej troski.
Opisano również gatunek wymarły z miocenu Kenii:
- Anomalurus parvus Winkler, 1992